# Jaśkowice (województwo śląskie)

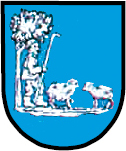
Nieoficjalny herb wsi Jaśkowice

Jaśkowice (niem. Jaschkowitz) – wieś sołecka w Polsce położona w województwie śląskim, w powiecie tarnogórskim, w gminie Zbrosławice.
W latach 1975–1998 miejscowość należała administracyjnie do województwa katowickiego.
W okresie hitlerowskiego reżimu w latach 1936–1945 miejscowość nosiła nazwę Hirtweiler.
Integralną częścią Jaśkowic jest Dąbrowa.